# Краєзнавчий музей Печенізького району
КЗ «Краєзнавчий музей ім. Т. А. Суліми́ Печенізької селищної ради» — краєзнавчий музей у селищі Печеніги, Чугуївський район Харківської області. Музей підпорядкований Відділу культури та туризму Печенізької селищної ради.
До 21.12.2001 року називався Краєзнавчий музей Печенізького району ім. Т. А. Суліми́.
17 липня 2020 року, в результаті адміністративно-територіальної реформи було ліквідовано Печенізького району, території його увійшли до складу новоутвореного Чугуївського району Харківської області.

## Загальні дані
Печенізький краєзнавчий музей — це не лише демонстрація експозиції, але й збір матеріальних, інформаційних джерел та їх вивчення, щоб зберігти історію Печенізької громади для майбутніх поколінь.
Розташований музей у центрі селища Печеніги. У приміщені, що було частиною Ново-Бєлгородської  центральної в'язниці. 
Адреса: пров. Поштовий, 1, селище Печеніги, (Чугуївський район, Харківська область, Україна)
Графік роботи.
Понеділок-Субота 8:00-17:00, перерва 12:00-13:00 (кожна третя субота місяця з 8:00-14:00 без обідньої перерви).
З 22 лютого 2022 року у зв'язку з бойовими діями тимчасово припинив прийом відвідувчів.

## Історія музею
Музей був відкритий 26 березня 2002 року. Він розмістився в історичній будівлі, що знаходиться на державному реєстрі, як пам'ятка історії. 

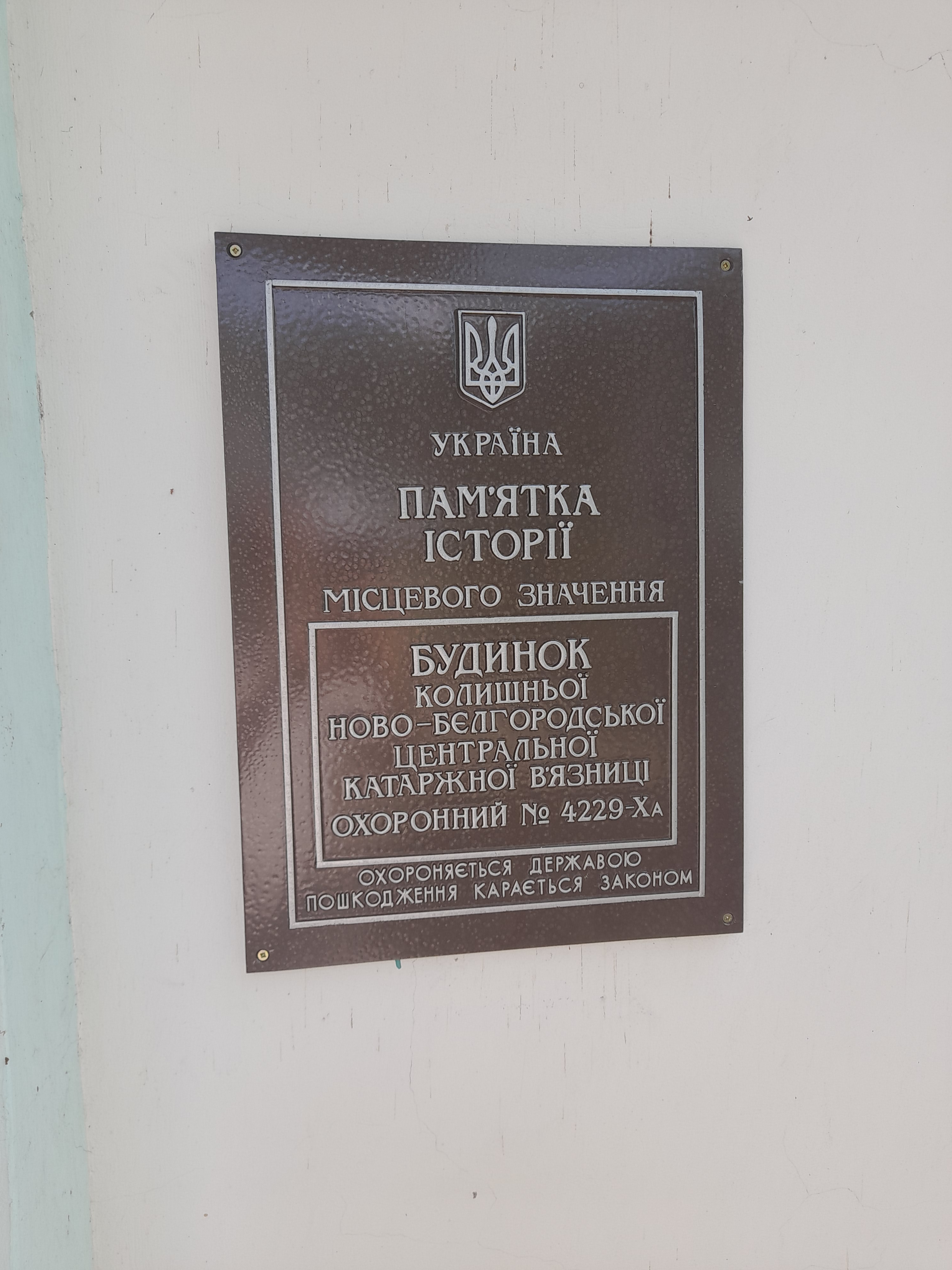
Охоронна дошка пам'ятки історії місцевого значення БУДИНОК колишньої Ново-Бєлгородської центральної каторжної в'язниці

Будівля збудована ще в 1854 році для потреб Бєлгородського уланського полку та входила до комплексу будівель військового поселення, а з 1869 року Ново-Бєлгородського (Печенізького) каторжного централу, в якому відбували покарання різні злочинці та політичні в'язні: Долгушин, Алексєєв, Мишкін, багато громадян з Польщі.
Створювачами музейної Печенізької скарбниці були поважні односельці: голова ради музею, вчитель—історик Матяш Михайло Івановича.
Переймання долею музею у 80-х роках стало його відродження завдяки голові Печенізької селищної ради Піддубному Анатолію Антоновичу та Сулімі Трохиму Ананійовичу, а з 2000 року — Мотузному Сергію Івановичу.

## Фонди та експозиція
В інтер'єрах його експозиційних залів дбайливо зберігаються витвори мистецтва, документи, книги, предмети побуту, особисті речі, родинні фотографії — красномовні свідки минулих подій. Взагалі на державному обліку музею знаходиться близько 3,3 тисяч предметів, які занесені до головного та науково—допоміжного фондів. Клопітка робота з музеєтворення ведеться за сімома групами зберігання: писемні, нумізматика, декоративно—прикладне мистецтво, образотворче мистецтво, фотодокументи, археологія та інше.
Основою музейної збірки стали предмети з колишнього Громадського історичного музею ім. Г. І. Петровського селища Печеніги, який за рішенням Печенізького райвиконкому 21 грудня 1960 року був відкритий в одній із кімнат районного Будинку культури і 21 грудня 2010 року відзначив свій піввіковий ювілей. Зараз музей вже налічує 12 виставкових кімнат, фондосховище, три адміністративні та дві господарчі кімнати.
Особливу цінність мають археологічні знахідки, ця колекція в основному складається з розкопок могильних курганів катакомбної культури III тис. до н. е. та поселення доби неоліту V- IV тис. до н. е.
Краєзнавчий музей ім. Т. А. Суліми́ Печенізької селищної ради відвідують не тільки мешканці району та області, а й гості з регіонів України, Росії, ближнього зарубіжжя, а також Польщі, Ізраїлю, Лівану, Франції, Японії, Китаю. Сьогодні музей є невеликим острівцем історичної спадщини, в ньому гармонійно поєднуються минуле і сучасне.